# Schleusingen
Schleusingen település Németországban, azon belül Türingiában. Lakosainak száma 10 449 fő (2023. december 31.).

## Népesség
A település népességének változása:
| Lakosok száma | 5342 | 11 059 | 10 960 | 10 656 | 10 620 | 10 449 |
|               | 2015 | 2017   | 2019   | 2021   | 2022   | 2023   |